# Még zöldebb a szomszéd nője
A Még zöldebb a szomszéd nője (eredeti cím: Grumpier Old Men) 1995-ben bemutatott amerikai filmvígjáték, melyet Mark Steven Johnson forgatókönyvéből Howard Deutch rendezett. A főbb szerepekben Jack Lemmon, Walter Matthau, Ann-Margret, Sophia Loren, Burgess Meredith (utolsó filmes szerepléseként), Daryl Hannah, Kevin Pollak, Katie Sagona és Ann Morgan Guilbert látható.

## Cselekmény
A még mindig egymást heccelő két öreg kópé, John (Jack Lemmon) és Max (Walter Matthau) újabb kalandokba keverednek, amikor a városba érkezik a csodálatos Maria (Sophia Loren), hogy éttermet nyisson régi barátjuk, Chuck horgászboltja helyén. A két "öreg harcos" mindent megtesz, hogy megkeserítsék egymás életét, és persze a még csak hallomásból ismert tulajdonosnőét is. Ám Max szívét első látásra megdobogtatja a gyönyörű Maria asszony.

## Szereplők
| Szereplő                             | Színész             | Magyar hang      |
| ------------------------------------ | ------------------- | ---------------- |
| Max Goldman                          | Walter Matthau      | Velenczey István |
| John Gustafson Jr.                   | Jack Lemmon         | Makay Sándor     |
| Ariel Truax Gustafson                | Ann-Margret         | Takács Katalin   |
| Maria Sophia Coletta Ragetti Goldman | Sophia Loren        | Borbás Gabi      |
| John Gustafson Sr. nagypapa          | Burgess Meredith    | Kenderesi Tibor  |
| Melanie Gustafson Goldman            | Daryl Hannah        | Györgyi Anna     |
| Jacob Goldman                        | Kevin Pollak        | Csuja Imre       |
| Allie, Melanie lánya                 | Katie Sagona        |                  |
| Francesca "Mama" Ragetti             | Ann Morgan Guilbert | Fodor Zsóka      |
| Sven                                 | James Andelin       | Botár Endre      |
| Eddie igazgatóhelyettes              | Marcus Klemp        |                  |
| közegészségügyi felügyelő            | Max Wright          | Horányi László   |
| Lena                                 | Cheryl Hawker       | Némedi Mari      |
| Hansi, a szépgyerek                  | Wayne A. Evenson    | Bata János       |
| Kutyamenhely-dolgozó                 | Allison Levine      |                  |
| Pap                                  | Patrick Martin      |                  |